# 內斯縣 (堪薩斯州)
內斯县（英語：Ness County，簡稱NS）是美國堪薩斯州西部的一個縣。面積2,784平方公里。根據美國2000年人口普查，共有人口3,454人。縣治內斯城（Ness City）。
成立於1867年2月26日，縣政府成立於1873年，1874年被撤，1880年復設。縣名紀念在美國內戰中陣亡的諾亞·V·內斯下士。